# Си Спарроу
«Си Спа́рроу» (англ. Sea Sparrow — морской воробей) — американский корабельный зенитный ракетный комплекс малого радиуса действия. Предназначен для самообороны кораблей от воздушных целей, в том числе низколетящих крылатых ракет.

## Состав
В состав ЗРК «Си Спарроу» входят следующие составные части:
- РЛС обнаружения и целеуказания Mk 23;
- Система управления огнём Mk 91:
  - 1 или 2 системы наведения ракеты Mk 78
    - РЛС сопровождения и подсветки цели Mk 95;
    - Телекамера Mk 6;

  - Компьютер управления стрельбой
- 1 Пусковая установка:
  - Mk 29 — 8-контейнерная наводимая пусковая установка;
  - или Mk 25 — 8-контейнерная наводимая пусковая установка, прототип Mk 29, снята с вооружения в США;
  - или Mk 41 — установка вертикального пуска;
  - или Mk 48 — малогабаритная установка вертикального пуска;;
- Зенитные ракеты:
  - RIM-7 «Си Спарроу» в контейнерах пусковой установки.
  - RIM-162 ESSM в контейнерах пусковой установки.